# Da!Da!Da!
《Da!Da!Da!》（日語：だぁ!だぁ!だぁ!）是日本漫畫家川村美香所創作的日本漫畫作品，後來被改編為電視動畫，自2000年至2002年在日本NHK衛星第2頻道首播，共78集。香港無綫電視播映版本定名為《外星BB撞地球》，Animax播映版本定名為《外星人寶寶》；台灣普威爾代理定名為《幽浮寶貝》，東森幼幼台和迪士尼頻道 (台灣)播放時沿用之。
東森幼幼台2002年8月5日（一）晚上7點30分東森幼幼台)首播
中文發音　 78集 2002年12月結局播完 
其漫畫的續集是《新Da!Da!Da!》。

## 故事簡介
中學二年級女生光月未夢的父母，因為要到美國太空總署工作，將未夢安排在朋友西遠寺寶晶的寺院中居住；但寶晶不久後也離開日本，到印度修行，剩下未夢和他的兒子西遠寺彷徨一起在寺院生活。而在未夢與彷徨共同生活的第一個晚上，有UFO從天而降，將從歐德星來的嬰兒小路及他的保姆寵物汪喵帶到西遠寺，自此，他們便與未夢和彷徨一起生活……

## 登場角色

### 漫畫·動畫皆登場

#### 西遠寺家
光月未夢（聲：名塚佳織（日）／曾秀清（港，TVB版本）／林美秀（台））
生日：3月15日，14歲，中學二年級。因為父母去了NASA，寄居在西遠寺家，對外宣稱為彷徨的表妹。喜愛的食物為布丁。
個性相當溫柔與善解人意，但是愛逞強以及很迷糊經常跌倒，不擅於做菜（似乎是遺傳到母親，但並沒有母親那樣恐怖）跟美術，具有成為演員的才能。
不只汪喵跟小路，對於身邊的朋友也非常關心，即使被他們添麻煩也仍願意伸出援手。跟彷徨經常鬥嘴跟吵架，不過當為了共同目的（主要是隱瞞汪喵跟小路的事），與彷徨兩人默契卻異常的好。對於喜歡擅自作主的任性父母很沒轍，也經常因此而感到寂寞。
長大後與彷徨結婚，改名為西遠寺未夢，並誕下女兒未宙(動畫版為未宙，漫畫版則為未宇)。
西遠寺彷徨（聲：三瓶由布子（日）／袁淑珍（港，TVB版本）／柚子蜜（港，Dieney Channel 版本）／羅嘉玲（港，Animax 版本）／于正昇（台））
生日：12月25日，14歲。西遠寺寶晶的獨子，與未夢在西遠寺同住，也是同班同學。在學校非常受女生歡迎。喜愛的食物為南瓜。
頭腦聰明，成績優秀運動萬能，重要時候相當可靠，表面上有些冷漠，但暗地很關心他人。雖受歡迎但實際上覺得女孩子很煩，經常與未夢常逗嘴跟吵架，一部分是因為與未夢最糟印象的初次見面。
將一起生活的未夢、小路、汪喵當成真正的家人相處，經常關心他們。平時總會跟未夢吵不停，但會對其展現獨有的溫柔，有時也會因為吃醋而對未夢鬧彆扭。
長大後與未夢結婚，並誕下女兒未宙(動畫版為未宙，漫畫版則為未宇)。
小路（聲：金井美香（日）／劉惠雲（港，TVB版本）／楊凱凱（台））
身高58cm、體重5.2kg。
歐德星人，能在空中飄浮以及使用超能力。
因為與汪喵乘坐的太空船在航行途中被捲入時空扭曲帶，因而來到地球，由於時空扭曲帶不是經常出現，所以他們暫時無法回家。
對外宣稱是未夢的弟弟，雖然還是嬰兒很多事都不懂，但是個善解人意的孩子。
來到在地球時，把第一次見面的彷徨和未夢當成父母（似乎是因為兩人跟小路的父母相當神似），也會做出希望彷徨和未夢感情很好的行為。
漫畫版結局：獨自返回地球，與上學途中的未宇偶遇；動畫版結局：與汪喵、貝啵返回西遠寺。
汪喵（歐美版：Baumiao）　聲：千葉千惠巳（日）／雷碧娜（港，TVB版本）／詹雅菁（台）
歐德星人，外形像貓，是小路的褓姆寵物。可以變身成各式各樣的模樣。
對外主要是變身成鄰家的太太或是親戚的大哥哥(有時化名為烤丸子先生或梅樹先生)，也會變身成彷徨的父親，當未夢跟彷徨外出時照顧小路，也負責西遠寺的家務跟財務的分配管理。
最喜愛吃烤丸子及購買減價物品。
平時在地球向「郵購星」下訂單購買外星物品。
貝啵（聲：德永愛）
小路的寵物，來自邊境星球貝啵星。
在送往郵購星的途中誤墜地球，被誤認為玩偶，後來被彷徨玩選物販賣機時抽中。
會飛行、尾巴末端會放出電力、食量驚人。
西遠寺未宇
在漫畫版第9卷結尾和動畫版第78集登場，彷徨與未夢的女兒。

#### 學校·相識關係
花小町克莉絲汀娜（聲：池澤春菜（日）／林元春、盧素娟（代配）（港，TVB版本）／楊凱凱（台））
14歲。9月2日出生。處女座。AB型。身高163cm，體重48kg。
日法混血兒，暱稱“克莉絲”，家境非常富裕。是未夢和彷徨的同班同學。她喜歡彷徨。平時溫柔可親，但當見到有其他女孩接近彷徨時，便會胡思亂想，性情突變，而且力大無窮。喜歡的食品是櫻桃派。
從漫畫原作第4卷知道小路能使用超能力的，不過在動畫版是到了第77集才知道，這樣存在很大的差異。
花小町桃香（聲：西村千奈美（日）／陳凱婷（港，TVB版本）／詹雅菁（台））
3歲。6月21日出生。雙子座。O型。身高84cm。
克莉絲的堂妹，栗太的妹妹，桃之樹幼稚園桃子班三號學生。很喜歡小路，自稱是小路的女朋友。稱呼未夢為“阿姨”。長大後很受男生歡迎。
夜星星矢（聲：真田麻美（日）／蔡惠萍（港，TVB版本）／楊凱凱（台））
身高163cm（此為地球人形態，其真實的身高不明），體重53kg（此為地球人形態，其真實的體重不明）。
來自矢拉星。最愛宇宙旅行。自稱貧窮的宇宙流浪者。
對未夢及彷徨的關係極有興趣，曾多次假冒彷徨戲弄未夢。
黑須三太（聲：時田光（日）／沈小蘭（港，TVB版本）／詹雅菁（台））
2月10日出生。水瓶座。B型。身高165cm，體重54kg。
未夢同班同學，與彷徨自小就是好友，名字是愛開玩笑的雙親在玩笑中取的。熱愛相機、電影及靈異事件。為天文社社團份子，喜歡與社團同學一起觀星。是多個社團的幽靈成員，長大後與偶像恭子交往。
小西綾（聲：榎本溫子（日）／梁少霞（港，TVB版本）／詹雅菁（台））
8月24日出生。處女座。B型。身高156cm，體重46.5kg。
未夢同班同學兼好友，戲劇社副社長。擁有超人般專注力，不過時常無視他人的感受，是個少根筋的女孩。
天地奈奈美（聲：白倉麻子（日）／黃麗芳（港，TVB版本）／楊凱凱（台））
未夢同班同學兼好友。熱愛古著，食量驚人。也很會做料理，還有個很嚴厲的奶奶。
光之丘望（聲：山本泰輔（日）／黃鳳英→梁偉德（港，TVB版本）／詹雅菁（台））
8月8日出生。獅子座。B型。身高166cm，體重52kg。
第7卷登場（動畫第二期第40話初登場），班上的插班生，自戀的美少年，自稱為彷徨的勁敵，受父親影響要令天下女生高興，經常送玫瑰花給身邊的女孩子，視彷徨為最大勁敵。長大後成為表演家，彷徨跟未夢約會的時候就是去看他表演。
小龜（鳥）
第7卷登場（動畫第二期第40話初登場），鸚鵡，望的寵物。總是待在光之丘望的肩上。最喜歡的食物是麵，得意技為「必殺玫瑰風暴」。

#### 未夢·彷徨的雙親
光月未來（聲：皆口裕子（日）／沈小蘭（港，TVB版本）／楊凱凱（臺））
7月7日出生。巨蟹座。A型。身高168cm。
未夢的母親。太空人，到美國接受訓練。高中時是西遠寺瞳的朋友。雖然以自我為中心，但很關心未夢。
夢想是跟喜歡的人生下小孩、登上太空以及與外星人交流。
光月優（聲：鈴木琢磨（日）／雷霆（港，TVB版本））
4月4日出生。白羊座。O型。身高179cm，體重68kg。
未夢的父親。地球物理學家，與光月未來與大學認識了一年後結婚，後來因被美國太空總署聘請負責開發宇宙船而搬到美國。
西遠寺寶晶（聲：緒方賢一（日）／盧國權（港，TVB版本）／孫中台（臺））
6月16日出生。雙子座。B型。身高176cm，體重79kg。
彷徨的父親，西遠寺住持。故事開始時去印度、西藏等地修行，所以經常不在寺院，但偶爾會回來。性格樂觀積極。不過神經也極為大條。
西遠寺瞳（聲：玉川砂記子（日）／蔡惠萍（青年）林元春（成年）（港，TVB版本）／林美秀（台））
彷徨的母親，個性溫柔開朗，在彷徨3歲時去世。高中時與光月未來成為朋友。

### 漫畫限定
花小町栗太
6月21日出生。雙子座。O型。身高165cm，體重52kg。
克莉絲汀的堂哥，與未夢和彷徨同校，就讀二年七班，是委員會成員。對未夢一見鍾情。喜歡吃黑輪。

### 動畫限定
山村蜜柑（聲：金井美香（日）／黃鳳英（港，TVB版本）／楊凱凱（台））
住在西遠寺附近的一位少女漫畫家。頭上頂著一顆蜜柑是他的象徵。時常在截稿日前一天熬夜趕稿。助手時代與水野老師做過同一個漫畫家的助手。
山村水樹（聲：鈴木千尋（日）／鄺樹培、雷霆（代配）（港，TVB版本））
山村蜜柑的弟弟，支持姊姊成為漫畫家。未夢曾經的憧憬對象。高中三年級。
水野老師（聲：遠藤勝代（日）／盧素娟（港，TVB版本）／林美秀（台））
未夢和彷徨的班導。曾做過偵探、科幻片導演、尼姑、漫畫家助手等工作。與助手時期的蜜柑為同事。
夜星流（聲：野田順子（日）／陸惠玲（港，TVB版本）／詹雅菁（台））
來自矢拉星，夜星星矢的姊姊。
諸星輝（聲：置鮎龍太郎（日）／雷霆（港，TVB版本）／于正昇（台））
來自矢拉星，職業為宇宙銀河聯盟刑警。是夜星流的未婚夫。
自稱是銀河聯盟警察的一顆新星，熱血刑警。
多利安（聲：望月久代（日）／梁少霞（港，TVB版本）／楊凱凱（台））
壞蛋集團的長女。來自矢拉克星。因在矢拉克星犯案，欠下了大筆債務，故來到地球一邊研製控制時空扭曲帶的機器，一邊做壞事賺取金錢。曾多次綁架小路，但都不能成功。最後改過自新，改名「好人集團」，更被宇宙銀河聯盟研究所招聘。
琦偉（聲：尤加奈（日）／鄭麗麗（港，TVB版本）／林美秀（台））
壞蛋集團的次女。來自矢拉克星。和芭樂一起負責推銷外星產品。
嘉雯（聲：長澤美樹（日）／黃鳳英（港，TVB版本）／詹雅菁（台））
壞蛋集團的三女。來自矢拉克星。負責壞蛋蛋集團的家務事，經常被兩個姊姊“欺負”。和奇異果一起負責推銷外型產品。喜歡光之丘望。
鹿田（聲：安井邦彥（日）／盧國權（港，TVB版本））
花小町家的管家，經常以馴鹿服裝來安撫暴走的克莉絲。
尤加利・沙由利・佳織・詩織（聲：村井かずさ（尤加利）、後藤邑子（沙由利）、西山幸（佳織）、茉雪千鶴（詩織））
未夢和彷徨的同學。黑長髮是尤加利、長在肩膀的紅髮是沙由利、黑短髮是佳織、茶短髮是詩織。在學校經常圍在彷徨身邊，非常喜歡彷徨。稱為彷徨Fans會。
校長（聲：坂東尚樹（日）／林保全（港，TVB版本））
熱愛猴子，上班時經常玩電子遊戲。
文吉（聲：福島おりね（日）／郭志權（港，TVB版本））
校長兒時飼養的猴子，因誤闖時空裂縫而與校長分開。現在已重新相認。

### 客串
喜上曉（聲：三石琴乃（日）／沈小蘭（港，TVB版本））（原作3卷、動畫33 - 34話）
9月28日出生。天秤座。AB型。身高167cm，體重47kg。
彷徨的青梅竹馬，很喜歡彷徨，由於父母要移民，所以與彷徨分開了。後來重新見面。
小路的父母（聲：名塚佳織（日）／梁少霞（港，TVB版本）（母）、三瓶由布子（日）／陳卓智（港，TVB版本）（父））（原作5,9卷、動畫26,27,77話）
歐德星人。搭乘歐德星救助船到地球外迎接來被時空扭曲帶送走的小路和汪喵。
和未夢、徬徨的樣貌極為相似。
岡田愛（聲：澤城美雪（日）／陳凱婷（港，TVB版本））（動畫10話）
第五中學新聞部成員，田徑大會前找三太找新聞題材。未夢曾誤以為三太對她有意思。其實三太的目標是她手中的相機。
打掃星人（聲：尤加奈（日）／林丹鳳（港，TVB版本））（動畫19話）
來自打掃星，其畢業考試是來到地球打掃未夢家。
一發當（聲：西村朋纊（日）／潘文柏（港，TVB版本））（動畫37話）
在NHK工作，讓未夢去電視臺試鏡，提拔未夢走向偶像之路的人。
鯉魚旗的父子（聲：日高範子（兒子）、田中完（父）（日）／蔡惠萍（兒子）、雷霆（父）（港，TVB版本））（動畫44話）
來自鯉魚旗星，因為鯉魚旗母親誤進河中，父與子找尋時曾錯認彷徨的鯉魚旗為她。
美食星人（聲：平野俊隆（日）／鄺樹培（港，TVB版本））（動畫48話）
來自美食星，把藏有自己星球的星形醬菜的瓦甕埋在西遠寺中。
畑山老師（聲：花形惠子（日）／區瑞華（港，TVB版本））（動畫49話）
水野老師的中學班主任，任教國文(日文)，為劍道部、柔道部及空手道部顧問，擁有「魔鬼教師」的稱號。
柚彥（聲：山寺宏一（日）／雷霆（港，TVB版本））（動畫51話）
是山村橘子的小學同學，因父親工作關係與橘子分開，但二人曾承諾過，20年後要一起結婚，後來重新見面。
伯臣特博士（聲：瀧口順平（日）／林保全（港，TVB版本））（動畫53～54話）
宇宙人研究組殿堂級博士，因幼時曾被外星人救助而長大後醉心研究外星生物。
南瓜吉（聲：中村大樹（日）／梁志達（港，TVB版本））（動畫62話）
來自多那滋星的木匠，極為一絲不苟。喜歡嘮叨。
白井茜（聲：中山理奈（日）／鄭麗麗（港，TVB版本））（動畫64話）
三太的筆友，曾與三太見面，後到德國一家音樂學院就讀。
夢小路小梅（聲：白鳥由里（日）／陸惠玲（港，TVB版本））（動畫66話）
梅之樹幼稚園梅子班三號學生，喜歡小路，因此與桃香成為情敵，後來成為好友。
七福神
阿福（福祿壽）（聲：八木光生（日）／黃子敬（港，TVB版本））、阿弁（弁財天）（導遊）（聲：麻生加穗里（日）／林丹鳳（港，TVB版本））、阿恵比（恵比壽神）（聲：鈴木琢磨）、阿大（大黑天）（聲：永野廣一（日）／盧國權（港，TVB版本））、阿布（布袋和尚）（聲：田中完（日）／源家祥（港，TVB版本））、阿毘沙（毘沙門天）（聲：志村知幸）、阿壽（壽老人）（聲：平野俊隆（日）／陳曙光（港，TVB版本））。（動畫71話）
隨宇宙老人協會的地球觀光旅行團到西遠寺參觀。
化學的老師（聲：柏倉勉）（原作2巻、動畫各話）
和長髮武田鐵矢相似。原作的名字叫「金九」。

### 新
漫畫共兩卷，是漫畫《Da!Da!Da!》的續集。作品主要是在敘述小路送西遠寺未宇回地球的故事。可能是因為漫畫版結尾與動畫版結尾時所設定的年齡設定不一樣，所以該漫畫並沒有被製成動畫。
西遠寺未宇
彷徨和未夢的女兒。小六的時候在西遠寺前的石梯被時間扭曲帶吸進歐德星，所幸遇到正在找小小喵的小路。被小路送回地球時，得知照顧嬰孩時期的小路的人是自己的父母。
前作第9卷的結尾，是未宇剛升國二的時候，在上學途中再次遇見小路。
小路
尋找小小喵的時候遇見未宇。從地球回來之後就一直在研究時空扭曲帶，並對地球有特別的感覺。送未宇回地球時，發現未宇的父母就是彷徨跟未夢。
在未宇國二時，再次返回西遠寺。作者將之定義為少年時期的彷徨的角色，但是比其溫柔的多。
小小喵
汪喵的兒子，八胞胎中的老七，還是個嬰兒而已。未夢覺得他跟汪喵不像，比較可愛，可是彷徨覺得他跟汪喵一樣不可愛。
藍
小路的同學，與小路一起送未宇回家。很會吃，作者將之定義為三太的角色，但似乎比三太還靠得住。得知小路跟未宇都是在西遠寺被時間扭曲帶吸走後，提出西遠寺上空有個不定時時間扭曲帶的推測。
安F90
歐德星的機器人，負責照顧前往地球的小路一行人，外表是個性感大姊，背後有個電池，拔下後會失去動力，內部似乎有輸入防身術的程式。
西遠寺未夢
未宇的母親。舊姓光月。經常為了生活上的小事而與彷徨吵架。
西遠寺彷徨
未宇的父親。西遠寺的住持。

## 譯名
- 對於一些人名、地名，各地翻譯有所差異。

| 原文 | 漫畫譯名         | 漫畫譯名         | 動畫譯名            |
| ---- | ---------------- | ---------------- | ------------------- |
|      | 歐德星           | 奧多星           | 樂多星 （“樂”讀“”） |
|      | 矢拉星           | 夏拉庫星         | 沙拉星              |
|      | 小路             | 魯               | 路路                |
|      | 汪喵             | 汪喵             | 威貓                |
|      | 花小町克莉絲汀娜 | 花小町克莉絲汀娜 | 姬絲汀              |
|      | 光之丘望         | 光光丘望         | 光之丘望            |
|      | 小烏龜           | 小鸚哥           | 小佳美              |
|      | 貝啵             | PEPO             | 波波                |
|      | 喜上曉           | 喜上晶           | 喜上明              |
|      | 西遠寺未宇       | 西遠寺未宇       | 西遠寺未宙          |

## 電視動畫

### 製作人員
- 原作 - 川村美香
- 監督 - 櫻井弘明
- 系列構成 - 金春智子
- 人物設定 - 音地正行
- 美術監督 - 小林七郎
- 攝影 - 黑澤豐
- 音楽 - 増田俊郎
- 音響監督 - 中野徹
- 動畫製作人 - 松倉友二、佐藤孝
- 製作人 - 近藤榮三
- 動畫製作 - J.C.STAFF
- 共同制作 -
- 制作・著作 - NHK

### 配音員
| 角色                   | 日本配音員 | 香港配音員             | 台灣配音員 |
| ---------------------- | ---------- | ---------------------- | ---------- |
| 光月未夢               | 名塚佳織   | 曾秀清                 | 林美秀     |
| 西遠寺彷徨             | 三瓶由布子 | 袁淑珍                 | 于正昇     |
| 汪喵／威貓             | 千葉千惠巳 | 雷碧娜                 | 詹雅菁     |
| 小路／路路             | 金井美香   | 劉惠雲                 | 楊凱凱     |
| 光月優                 | 鈴木琢磨   | 雷霆                   | 于正昇     |
| 光月未來               | 皆口裕子   | 沈小蘭                 | 楊凱凱     |
| 夜星星矢               | 真田麻美   | 蔡惠萍                 | 楊凱凱     |
| 夜星流                 | 野田順子   | 陸惠玲                 | 詹雅菁     |
| 花小町克莉絲汀／姬絲汀 | 池澤春菜   | 林元春／盧素娟（代配） | 楊凱凱     |
| 花小町桃香             | 西村千奈美 | 陳凱婷                 | 詹雅菁     |
| 山村蜜柑               | 金井美香   | 黃鳳英                 | 楊凱凱     |
| 山村水樹               | 鈴木千尋   | 鄺樹培／雷霆（代配）   | 于正昇     |
| 貝啵／波波             | 德永愛     | 林丹鳳                 | 林美秀     |
| 西遠寺寶晶             | 緒方賢一   | 盧國權                 | 孫中台     |
| 西遠寺曈               | 玉川砂記子 | 蔡惠萍                 | 林美秀     |
| 天地奈奈美             | 白倉麻子   | 黃麗芳                 | 楊凱凱     |
| 小西綾                 | 榎本溫子   | 梁少霞                 | 詹雅菁     |
| 黑須三太               | 時田光     | 沈小蘭                 | 詹雅菁     |
| 光丘望／光之丘望       | 山本泰輔   | 黃鳳英→梁偉德          | 詹雅菁     |
| 水野老師               | 遠藤勝代   | 盧素娟                 | 林美秀     |
| 諸星輝                 | 置鮎龍太郎 | 雷霆                   | 于正昇     |
| 多利安                 | 望月久代   | 梁少霞                 | 楊凱凱     |
| 琦偉                   | 尤加奈     | 鄭麗麗                 | 林美秀     |
| 嘉雯                   | 長澤美樹   | 黃鳳英                 | 詹雅菁     |
| 鹿田                   | 安井邦彥   | 盧國權                 | 于正昇     |
| 校長                   | 坂東尚樹   | 林保全 盧素娟（幼年）  | 孫中台     |

### 主題曲
片頭曲

作詞 -  / 作曲・編曲 - 增田俊郎 / 歌 - 中島禮香
「HAPPY FLOWER」
作詞 -  / 作曲・編曲 - 增田俊郎 / 歌 - 奈良沙緒理
「外星BB／太空寶寶」因TVB與環球CD版的曲名並不一致
作詞：傅珮嘉 / 作曲：Toshio Masuda / 編曲：Billy Chan / 主唱：黃伊汶
註：香港版播放第二期動畫時有部份集數沿用第二期的日語原版片頭曲。
片尾曲
「BOY MEETS GIRL」
作詞・作曲 - 小室哲哉 / 編曲 - M.I.D. / 歌 - TRF。

作詞 - 三重野瞳 / 作曲・編曲 - 增田俊郎 / 歌 - 三重野瞳
註：香港版片頭曲由黃伊汶主唱，播放第二期動畫時有部份集數沿用第二期的日語原版片頭曲。

### 插曲
第25集
「Takaramono」
作詞 - まつざきゆうこ / 作曲・編曲 - 增田俊郎 / 歌 - 中島禮香

### 獎項
- 2002兒歌金曲頒獎典禮－－「十大兒歌金曲」・「兒歌金曲銅獎」-《外星BB》

### 各話列表
| 話數   | 日文標題 | 中文標題               | 劇本              | 分鏡              | 演出         | 作畫監督                 |
| 第1期  | 第1期    | 第1期                  | 第1期             | 第1期             | 第1期        | 第1期                    |
| ------ | -------- | ---------------------- | ----------------- | ----------------- | ------------ | ------------------------ |
| 第1話  |          | 突然組成的四人家庭?    | 金春智子          | 櫻井弘明          | 笠井賢一     | 音地正行、和田崇         |
| 第2話  |          | 小路爬了上去煙囪       | 金春智子          | 和田高明          | 佐土原武之   | 伊東英樹                 |
| 第3話  |          | 克莉絲各人到訪         | 平見瞠            | 島崎奈奈子        | 岡崎幸男     | 祝浩司、梶谷光春         |
| 第4話  |          | 桃香和頸鏈             | 金子ツトム        | 藤森一真          | 石堂宏之     | 和田崇                   |
| 第5話  |          | 我的失敗廚藝           | 丸尾未步          | 鈴木行            | 岡嶋國敏     | 大坪幸麿                 |
| 第6話  |          | 母親節，媽媽回來了     | 池田真美子        | 金子伸吾          | 高島大輔     | 大木良一、梶谷光春       |
| 第7話  |          | 校內明星小路           | 荒川稔久          | 錦織博            | 錦織博       | 音地正行                 |
| 第8話  |          | 小路做主角             | 荒川稔久 櫻井弘明 | 櫻井弘明          | 岡本英樹     | 杉本功、大木良一         |
| 第9話  |          | 公園約會               | 平見瞠            | 島崎奈奈子        | 佐土原武之   | 伊東英樹                 |
| 第10話 |          | 被玩弄的三太           | 金子ツトム        | 和田高明          | 佐土原武之   | 伊東英樹                 |
| 第11話 |          | 六月父親節，爸爸來探我 | 丸尾未步          | 笠井賢一          | 笠井賢一     | 和田崇                   |
| 第12話 |          | 神秘少年夜星星矢       | 池田真美子        | 岡嶋國敏          | 岡嶋國敏     | 大坪幸麿                 |
| 第13話 |          | 神秘星體沙拉星         | 池田真美子        | 鈴木行            | 高島大輔     | 高津幸央                 |
| 第14話 |          | 救救亂變身的汪喵       | 丸尾未步          | 高橋亨            | 高橋亨       | 杉本功                   |
| 第15話 |          | 蜜柑的避難所           | 平見瞠            | 島崎奈奈子        | 花井信也     | 和田高明                 |
| 第16話 |          | 大海與戀人樹           | 池田真美子        | 金子伸吾          | 金子伸吾     | 森下真澄、小栗寛子       |
| 第17話 |          | 彷徨的爸爸不見了       | 池田真美子        | 石堂宏之          | 石堂宏之     | 淺野文彰                 |
| 第18話 |          | 桃香的護照             | 丸尾未步          | 岡嶋國敏          | 岡嶋國敏     | 石川慎亮                 |
| 第19話 |          | 神秘的未夢家           | 平見瞠            | 鈴木行            | 鈴木行       | 杉本功                   |
| 第20話 |          | 不合時的家訪           | 永月十            | 中津環            | 高島大輔     | 渡邊伸弘                 |
| 第21話 |          | 校長與文吉修好         | 金春智子          | 阿保孝雄          | 佐土原武之   | 和田高明                 |
| 第22話 |          | 可怕的登山遠足         | 丸尾未步          | 笠井賢一          | 笠井賢一     | 小栗寛子                 |
| 第23話 |          | 儕嘩嘩的西遠寺         | 池田真美子        | 井硲清高          | 井硲清高     | 杉本功                   |
| 第24話 |          | 停電的萬聖節           | 平見瞠            | 岡嶋國敏          | 岡嶋國敏     | 小栗寛子、和田高明       |
| 第25話 |          | 和路路行公司           | 永月十            | 高橋亨            | 高橋亨       | 野口木之實               |
| 第26話 |          | 夜星星矢帶來的訊息     | 丸尾未步          | 日色如夏 櫻井弘明 | 高島大輔     | 杉本功                   |
| 第27話 |          | 爸爸媽媽的訊息         | 丸尾未步          | 金子伸吾          | 金子伸吾     | 小栗寛子                 |
| 第28話 |          | 來到西遠寺的姐姐       | 池田真美子        | 藤森一真          | 佐土原武之   | 和田高明                 |
| 第29話 |          | 奈奈美與神祕的醃菜石   | 金春智子          | 高橋亨 笠井賢一   | 石堂宏之     | 高津幸央                 |
| 第30話 |          | 汪喵的爺爺             | 平見瞠            | 岡嶋國敏          | 岡嶋國敏     | 梶谷光春                 |
| 第31話 |          | 在西遠寺的第一個聖誕   | 丸尾未步          | 鈴木行            | 鈴木行       | 野口木之實               |
| 第32話 |          | 豪華別墅滑雪之旅       | 池田真美子        | 高橋亨            | 高島大輔     | 小栗寛子                 |
| 第33話 |          | 彷徨青梅竹馬的朋友     | 丸尾未步          | 櫻井弘明          | 笠井賢一     | 高津幸央                 |
| 第34話 |          | 彷徨的承諾             | 丸尾未步          | 島崎奈奈子        | 北川正人     | 大木良一、細田直人       |
| 第35話 |          | 再見汪貓               | 平見瞠            | 井硲清高          | 井硲清高     | 杉本功                   |
| 第36話 |          | 溫泉探險               | 永月十            | 藤森一真          | 岡嶋國敏     | 小原充                   |
| 第37話 |          | 未夢的偶像之路         | 池田真美子        | 高橋亨            | 石堂宏之     | 大木良一                 |
| 第38話 |          | 新增的小路             | 金春智子          | 櫻井弘明          | 金子伸吾     | 小栗寛子                 |
| 第39話 |          | 齊集所有的小路         | 金春智子          | 櫻井弘明          | 笠井賢一     | 杉本功                   |
| 第2期  |          |                        |                   |                   |              |                          |
| 第40話 |          | 彷徨的對手出場啦！     | 池田真美子        | 藤森一真          | 笠井賢一     | 梶谷光春                 |
| 第41話 |          | 彷徨火拼光之丘望       | 池田真美子        | 笠井賢一          | 高島大輔     | 小栗寛子                 |
| 第42話 |          | 小佳美在哪裡呢?        | 山口亮太          | 鈴木行            | 鈴木行       | 森下真澄                 |
| 第43話 |          | 兩家人齊集西遠寺       | 平見瞠            | 別所誠人          | 松浦錠平     | 關口雅浩                 |
| 第44話 |          | 鯉魚旗不可怕           | 山口亮太          | 小滝禮            | 持丸孝行     | 柳瀬雄之                 |
| 第45話 |          | 繪本中的灰姑娘         | 丸尾未步          | 岡本英樹          | 岡本英樹     | 杉本功                   |
| 第46話 |          | 姬絲汀與白鯨           | 丸尾未步          | 藤森一真          | 高島大輔     | 梶谷光春                 |
| 第47話 |          | 大小未夢大鬧學校       | 金春智子          | 高橋亨            | 高橋亨       | 森下真澄                 |
| 第48話 |          | 彷徨與三太的時間囊     | 池田真美子        | 笠井賢一          | 笠井賢一     | 小栗寛子                 |
| 第49話 |          | 水野老師的神秘旅程     | 平見瞠            | 鈴木行            | 鈴木行       | 杉本功                   |
| 第50話 |          | 汪喵的懶惰病           | 永月十            | 小滝禮            | 戶張節五郎   | アベエミコ               |
| 第51話 |          | 蜜柑的神秘約會         | 荒川稔久          | 井硲清高          | 井硲清高     | 森下真澄                 |
| 第52話 |          | 西遠寺的石岩怪談       | 山口亮太          | 藤森一真          | 岡本英樹     | 高橋裕一                 |
| 第53話 |          | 未夢同彷徨去美國       | 金春智子          | 高橋亨            | 高島大輔     | 杉本功                   |
| 第54話 |          | 沒有三太的美國之旅     | 金春智子          | 笠井賢一          | 笠井賢一     | 杉本功                   |
| 第55話 |          | 星矢留下的物件         | 丸尾未步          | 藤森一真          | 西山明樹彥   | 藤田宗克、土屋幹夫       |
| 第56話 |          | 機械汪喵攻勢           | 山口亮太          | 小滝禮            | 鈴木行       | 小栗寛子                 |
| 第57話 |          | 光之丘的夢中世界       | 池田真美子        | 小滝禮            | 三芳唯稀     | アベエミコ               |
| 第58話 |          | 我的寵物是最好?        | 平見瞠            | 鈴木行            | 鈴木行       | 小栗寛子                 |
| 第59話 |          | 波波、小路、汪喵       | 平見瞠            | 藤森一真          | 和田高明     | 森下真澄                 |
| 第60話 |          | 蜜柑的工作坊在西遠寺   | 山口亮太          | 笠井賢一          | 笠井賢一     | 高橋裕一                 |
| 第61話 |          | 未夢與彷徨的初吻?      | 荒川稔久          | 井硲清高          | 井硲清高     | 杉本功                   |
| 第62話 |          | 西遠寺的南瓜木匠       | 丸尾未步          | 小滝禮            | 大庭秀昭     | 石川真亮                 |
| 第63話 |          | 恐怖的山莊!誰在那兒?   | 丸尾未步          | 鈴木行            | 鈴木行       | 池澤菜穂、アライシアカリ |
| 第64話 |          | 筆友到訪               | 平見瞠            | 小滝禮            | 高島大輔     | アベエミコ               |
| 第65話 |          | 令人掃興的發明         | 池田真美子        | 藤森一真          | 高橋亨       | 杉本功                   |
| 第66話 |          | 好友情敵戀火降臨       | 丸尾未步          | 櫻井弘明          | 三芳唯稀     | アライシアカリ           |
| 第67話 |          | 來自矢拉克星的阿輝     | 金春智子          | 井硲清高          | 井硲清高     | 杉本功                   |
| 第68話 |          | 汪喵對鹿田             | 池田真美子        | 小滝禮            | アサミマツオ | 小泉謙三、小栗寛子       |
| 第69話 |          | 嘉雯的越軌戀愛         | 山口亮太          | 藤森一真          | 高島大輔     | アベエミコ               |
| 第70話 |          | 桃香的聖誕             | 池田真美子        | 鈴木行            | 鈴木行       | アライシアカリ           |
| 第71話 |          | 七福神降臨             | 丸尾未步          | 小滝禮            | 三芳唯稀     | 高橋裕一                 |
| 第72話 |          | 一樣的和服             | 荒川稔久          | 井硲清高          | 井硲清高     | 杉本功                   |
| 第73話 |          | 未夢與幼兒彷徨         | 金春智子          | 高橋亨            | 高橋亨       | 森下真澄                 |
| 第74話 |          | 再見壞蛋蛋集團         | 金春智子          | 小滝禮            | 高島大輔     | アベエミコ               |
| 第75話 |          | 情人節                 | 平見瞠            | 岡本英樹          | 三芳唯稀     | 杉本功                   |
| 第76話 |          | 小路做主角的文化節     | 池田真美子        | 佐藤順一          | 鈴木行       | 高橋裕一                 |
| 第77話 |          | 滿月之夜               | 丸尾未步          | 櫻井弘明 金子伸吾 | 金子伸吾     | 大木良一、梶谷光春       |
| 第78話 |          | 再見了，小路           | 金春智子          | 藤森一真          | 笠井賢一     | 音地正行                 |

### 播放電視台
日本
- 2000年3月28日－2002年2月26日
  - 衛星動畫劇場（日语：衛星アニメ劇場）時段內播出
  - 共78集

香港
- 第一輯：2002年7月1日－8月23日
  - 至NET小人類 時段內播出
  - 共39集

- 第二輯：2003年12月9日－2004年1月30日
  - 共38集

台灣
- 在2002年8月5日（一）晚上7點30分在東森幼幼台

中文發音　 全78集
2002年12月
結局播完
| 日本 NHK衛星第2頻道 星期二 18:00-18:30 節目 | 日本 NHK衛星第2頻道 星期二 18:00-18:30 節目 | 日本 NHK衛星第2頻道 星期二 18:00-18:30 節目 |
| ------------------------------------------- | ------------------------------------------- | ------------------------------------------- |
|                                             | (2000.3.28~2002.2.26)                       |                                             |
| 百變小櫻                                    | 十二國記                                    |                                             |

| 香港 翡翠台 星期一至五 16:35-17:05 節目 | 香港 翡翠台 星期一至五 16:35-17:05 節目 | 香港 翡翠台 星期一至五 16:35-17:05 節目 |
| --------------------------------------- | --------------------------------------- | --------------------------------------- |
|                                         | (2002.7.1~8.23)                         |                                         |
| 小司機Noddy                             | 待查                                    |                                         |
| 香港 翡翠台 星期一至五 15:35-16:05 節目 |                                         |                                         |
| 小魔女DoReMi                            | 重播，第1 - 37集 (2003.10.8~12.5)       | 激鬥戰車                                |

| 香港 翡翠台 星期一 01:55-02:25 節目                            | 香港 翡翠台 星期一 01:55-02:25 節目        | 香港 翡翠台 星期一 01:55-02:25 節目 |
| -------------------------------------------------------------- | ------------------------------------------ | ----------------------------------- |
|                                                                | 2 第52集 (2004.5.30)                       |                                     |
| 繞著神州走                                                     | 繞著神州走                                 |                                     |
| 香港 翡翠台 星期一至五 16:35-17:05 節目                        |                                            |                                     |
| 數碼傳動戰士                                                   | 2 第40 -51, 53- 78集 (2003.12.9~2004.1.29) | 多啦A夢 大山版第6輯                 |
| 香港 翡翠台 星期六、日 15:35-16:25 節目                        |                                            |                                     |
| 間諜少女組                                                     | 2 第48- 57, 72, 73集 (2004.6.13~8.1)       | Hello Kitty童話世界                 |
| 香港 翡翠台 星期一 02:30-03:00 節目                            |                                            |                                     |
| 奧運Number 1 直播室 00:05- 06:00 雅典奧運閉幕典禮 01:30- 05:30 | 2 重播，第52集 (2004.9.5)                  | 9.12選舉：點票直擊 00:25- 06:00     |

## 外部連結
- 香港配音員同好會－聲色藝直播室 （页面存档备份，存于）
- NHK官方網站
- 迪士尼頻道官方網站 （页面存档备份，存于）